# Centrale solaire photovoltaïque de Niergnies-Séranvillers-Forenville
La centrale solaire photovoltaïque de Niergnies-Séranvillers-Forenville  est une centrale solaire photovoltaïque située à l'ouest de Séranvillers-Forenville et plus marginalement sur le finage de Niergnies, dans le Nord, en France. Installée sur le site de l'aérodrome de Cambrai-Niergnies, elle est également nommée centrale solaire photovoltaïque de Cambrai-Niergnies, bien qu'elle ne soit pas installée sur Cambrai. Elle est complètement achevée en mai 2021 et inaugurée le 21 septembre 2021, bien qu'une première phase était déjà opérationnelle en 2018.

## Histoire
Cent-soixante-dix-mille panneaux solaires sont installés au sud du site de l'aérodrome de Cambrai-Niergnies, tout d'abord sur le finage de Séranvillers-Forenville, puis plus marginalement sur Niergnies au fur et à mesure des tranches, dont les cinq sont achevées en six ans de travaux. Les travaux de la première tranche constituée de trente-cinq-mille panneaux solaires débutent en octobre 2017 pour une mise en service en 2018.
La centrale produit la consommation électrique de vingt-sept-mille foyers. Elle est la première centrale solaire de France à être raccordée au réseau éolien, en l'occurrence à celui d'un parc de Boralex. Elle représente un investissement de cinquante millions d'euros, et une puissance de 60,5 mégawatts. L'inauguration de la centrale achevée a lieu le mardi 21 septembre 2021.